# Cynthia Nixon
Cynthia Ellen Nixon, född 9 april 1966 i New York, är en amerikansk skådespelerska. Hon är mest känd i rollen som Miranda Hobbes i TV-serien Sex and the City.
Cynthia Nixon filmdebuterade i Little darlings (1980). På Broadway har hon bland annat medverkat i The Last Night of Ballyhoo, Indiscretions, Angels in America och The Heidi Chronicles. För sitt arbete har Nixon belönats med Theatre World Award, Los Angeles Drama Critics Award och en Tony Award. För rollen som Miranda Hobbes i Sex & the City nominerades Nixon till fem Golden Globe Awards och tre Emmy Awards varav hon vann en. Hon har även vunnit en Emmy för sin gästroll i Law & Order: Special Victims Unit.
Nixon är en av grundarna till Drama Dept.

## Guvernörsvalet i New York 2018
Den 19 mars 2018 meddelade Nixon via Twitter att hon ställer upp i guvernörsvalet år 2018 i New York.
Nixon förväntades få nomineringen av Working Families Party i New York under deras årliga kongress i april 2018, vilket garanterade att hon får en plats på valsedeln. Den 15 april, vann Nixon 91,5 procent av omröstningen på partiets statsomfattande kommitté möte efter att Andrew Cuomo drog sig ur från övervägandet i sista minuten. Nixon uppgav att om hon inte också säkerställde den demokratiska nomineringen, skulle hon "samråda med Working Families Party och vi kommer att fatta det beslut som vi tycker är bäst".
Stödet orsakade en söndring i partiet där fackföreningar inklusive New Yorks största fackförening SEIU 32BJ angav att de inte skulle stödja partiet i valet. Man trodde återkallandet skulle skada partiets ekonomi avsevärt. Striden fick stor uppmärksamhet, eftersom det fanns farhågor kring att Nixon kunde dra tillräckligt många röster från Cuomo i valet för att låta en republikan att väljas (även om Cuomo ledde opinionsundersökningarna vid den tiden).
Den 23 maj 2018 förlorade Nixon och andra potentiella demokratiska utmanare till Cuomo det demokratiska primärvalet vid den statliga demokratiska kongress efter att ha misslyckats nå spärren på 25 procent som behövs för att stå med på röstsedeln.

## Privatliv
1988–2003 hade Nixon en relation med läraren Danny Mozes. De har två barn tillsammans. 2004 träffade Nixon utbildningsaktivisten Christine Marinoni. De förlovade sig i april 2009 och gifte sig i maj 2012.

## Filmografi

### Film
- 1980 – Little Darlings
- 1981 – Prince of the City
- 1982 – My Body, My Child (TV-film)
- 1983 – I Am the Cheese
- 1984 – Amadeus
- 1986 – The Manhattan Project
- 1987 – O.C. and Stiggs
- 1988 – The Murder of Mary Phagan
- 1989 – Let It Ride
- 1991 – Love, Lies and Murder (TV-film)
- 1993 –  Pelikanfallet
- 1993 – Den heliga familjen Addams
- 1993 – Through an Open Window (kortfilm)
- 1994 – Baby på vift
- 1996 – Marvins döttrar
- 2000 – Papa's Angels
- 2001 – Advice From a Caterpillar
- 2002 – Igby Goes Down
- 2005 – Warm Springs
- 2005 – Min första kärlek
- 2006 – One Last Thing...
- 2007 – The Babysitters
- 2008 – Sex and the City: The Movie
- 2009 – Lymelife
- 2009 – An Englishman in New York
- 2010 – Sex and the City 2
- 2011 – Too Big to Fail (TV-film)
- 2011 – Rampart
- 2014 – Fem trappor upp
- 2015 – Stockholm, Pennsylvania
- 2015 – James White
- 2015 – The Adderall Diaries
- 2015 – A Quiet Passion

### Television
- 1988 – Tanner '88
- 1989 – Gideon Oliver
- 1989 – The Equalizer
- 1990 – The Young Riders
- 1990 – I lagens namn
- 1993 – Mord och inga visor
- 1996 – Early Edition
- 1998–2004 – Sex and the City
- 1999 – The Outer Limits
- 1999 – Touched by an Angel
- 2004 – Tanner on Tanner
- 2005 – Cityakuten
- 2005 – House
- 2007 – Law & Order: Special Victims Unit
- 2010–2011 – The Big C
- 2011 – Law & Order: Criminal Intent
- 2012 – World Without End
- 2012 – 30 Rock
- 2013–2014 – Alpha House
- 2014 – Hannibal
- 2020 – Ratched
- 2021–2022 – And Just Like That
- 2022 – The Gilded Age